# 나카라이 도스이
나카라이 도스이(半井桃水, なからい とうすい, 1861년 1월 12일(만엔万延 원년 12월 2일) - 1926년(다이쇼大正 15년) 11월 21일)는 일본의 소설가이다.
본명은 기요시(冽)로 레쓰라 발음되기도 하며, 한자로는 「洌」로도 표기된다. 어렸을 때의 이름은 센타로(泉太郎)이다.

## 생애
쓰시마 후추 번 소속의 의사였던 아버지 나카라이 한타로(半井湛太郎) ・ 어머니 후지(藤) 슬하의 4남매 가운데 장남으로 태어났으며, 쓰시마 이즈하라 번(対馬厳原藩), 지금의 일본 나가사키현(長崎県) 쓰시마시(対馬市) 이즈하라정(厳原町)에서 태어났다. 아버지의 일 문제로 어린 시절을 조선의 부산에서 보냈으며, 가계를 돕기 위해서 12세 때부터 부산에서 일을 시작하였으나, 영어를 배웠기 때문에 일본으로 돌아가 진학하게 되었다. 10대 중반 무렵에 도쿄로 상경해 세키 신파치(尺振八)의 공립학사(共立学舎)에서 배웠고, 몇 곳의 신문사를 전전하다 1881년(메이지 14년)에 도쿄 아사히 신문(東京朝日新聞)의 기자가 되었고, 조선어가 가능했기에 이듬해 통신원으로써 부산에 건너가 그곳에서 7년 동안 주재하였다. 이곳에서 조선의 고전 소설인 《춘향전》을 일역, 도쿄 아사히 신문 지면에 게재하기도 했다.
이듬해 신문 지면에 「아농자」(唖聾子)를 게재하고, 이어 「소나기 인연」(しぐれ縁), 「가이오마루」(海王丸) 등을 실으며 신문소설가로써의 지위를 확립, 미사키 정(三崎町)의 신시가지에서 찻집 「심수헌」(松濤軒)을 경영하였다. 1891년(메이지 24년)부터 연재한 장편 「조선에 부는 모래바람」(胡沙吹く風)이 대표작이다. 같은 해에 히구치 이치요(樋口一葉)가 그의 문하로 들어왔다. 이치요의 처녀작 「밤 벚꽃」(闇桜)은 도스이의 교감을 거쳐 『무사시노』(武蔵野)라는 제목으로 발표되었다. 그러나 이듬해 히구치 이치요는 그의 문하를 떠났다. 두 사람이 연애관계였다는 소문이 당시에 나돌았다.
이후 나카라이 도스이는 죽을 때까지 3백 편 이상의 소설을 썼지만, 오늘날에는 그의 소설을 읽는 사람은 없다. 그 밖의 저명한 작품으로는 「텐구 회상」(天狗廻状), 「의민가조」(義民加助) 등이 있다. 나가우타(長唄)나 속곡(俗曲) 등에도 조예가 깊었으며 그 자신이 작사한 것도 있다.
1926년(다이쇼 15년) 11월 21일 뇌일혈로 후쿠이현(福井県) 쓰루가시(敦賀市)의 병원에서 사망한다. 계명은 관청원요광예음거사(観清院謡光冽音居士)였다.
아직 본격적인 그의 전기는 없으며, 쓰시마 시 이즈하라 정의 나카무라(中村)에 있는 생가 터에 나카라이 도스이 관(半井桃水館)이 서 있다.

## 같이 보기
- 히구치 이치요